# Gilbert Favre
Pour les articles homonymes, voir Favre.
Gilbert Favre (né le 19 novembre 1936 et mort le 12 décembre 1998,,) est un clarinettiste, quéniste (connu pour sa prestation dans Le Sang du condor) et anthropologue suisse. Il est un des membres fondateurs du groupe musical bolivien Los Jairas. Il est connu par le public bolivien comme El Gringo Bandolero.

## Éléments de biographie
Il s'installe au Chili dans les années 1960, où il rencontre Violeta Parra (1917-1967), dont il sera le grand amour et qui a écrit pour lui certaines de ses chansons les plus connues, comme Run Run se fue pa'l Norte qui raconte les hauts et les bas de sa relation tumultueuse avec Gilbert  Favre, et surtout Gracias a la vida, l'une de ses œuvres les plus connues, écrite après leur séparation. 

### La Paz
En 1966, il fonde avec son ami Edgar Joffré dit « Yayo » l'ensemble Los Jairas, « un des jalons de la musique folklorique bolivienne ». L'année précédente, le promoteur culturel Pepe Ballòn (1918-1997) avait fondé à La Paz une galerie d'art, d'artisanat et de folklore, qu'il appelle Naira (« Noire »), qui deviendra un haut lieu de la culture bolivienne,. En 1966, Gilbert Favre lui suggère de transformer la galerie en club pour en faire aussi un lieu où l'on jouerait de la musique authentiquement andine. L'institution deviendra la Peña Naira (« Club Noir »). Favre s'identifiera fortement à ce club, dont il deviendra le directeur artistique. Il emménagera d'ailleurs dans une chambre du bâtiment. Pepe Ballòn dira de Favre:   

« C'était un grand amateur de musique bolivienne et nous étions d'accord sur la nécessité de faire un effort pour diffuser cette musique. (...) Ce grand musicien suisse est l'homme clé du développement de notre folklore. Pourquoi ? Parce qu'il était un étranger ! Le fait qu'un étranger joue de la quena a été la cause de l'acceptation de notre folklore. Ils se sont levés et ont dit : "Ah, il joue si bien !". »

### Mariages et retour en Europe

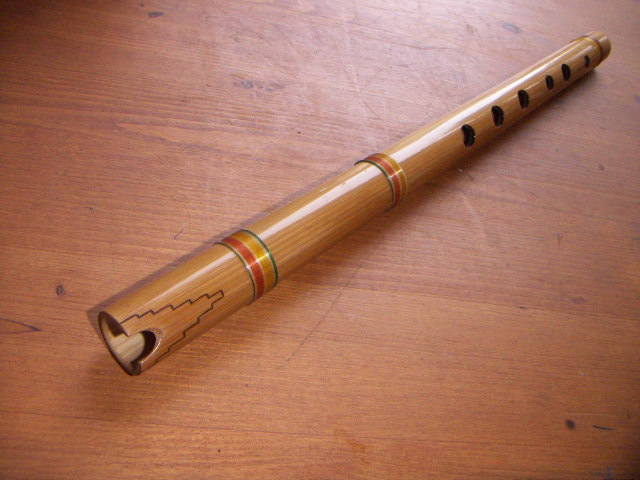
Une quena, instrument de prédilection de Gilbert Favre.

En 1968, Gilbert Favre épouse à La Paz l'artiste bolivienne Indiana Reque Terán (1947-), avec qui il aura deux enfants, Patrick et Christian — ce dernier décède dans un accident de la circulation à l'âge de 20 ans. De retour en Suisse en 1969, le couple entreprend une tournée européenne, avec un spectacle mêlant danses et musique folklorique de Bolivie, entre autres à l'Espace Pierre-Cardin à Paris. En 1974, ils s'installent en France, dans le département de la Dordogne, à l'invitation de  Maryse et Bernard Benson. Les œuvres de son épouse sont aujourd'hui régulièrement exposées en France, ainsi qu'au Museu do Sol (Rio de Janeiro), au Museo nacional de Arte (La Paz) et au Musée d'art spontané (Bruxelles) et au Musée du Crne Gore.
Après avoir divorcé d'Indiana Reque Terán, Gilbert Favre épouse l'auteure Barbara Erskine, qui travaille alors à l'époque pour le New York Times. Il s'installe avec elle à Russin, dans la campagne genevoise[réf. nécessaire].